# كأس شمال مقدونيا 2000–01
كأس شمال مقدونيا 2000–01 هو موسم من كأس مقدونيا. كان عدد الأندية المشاركة فيه 32، وفاز فيه نادي بيليستر.